# Toldy Ferenc Gimnázium

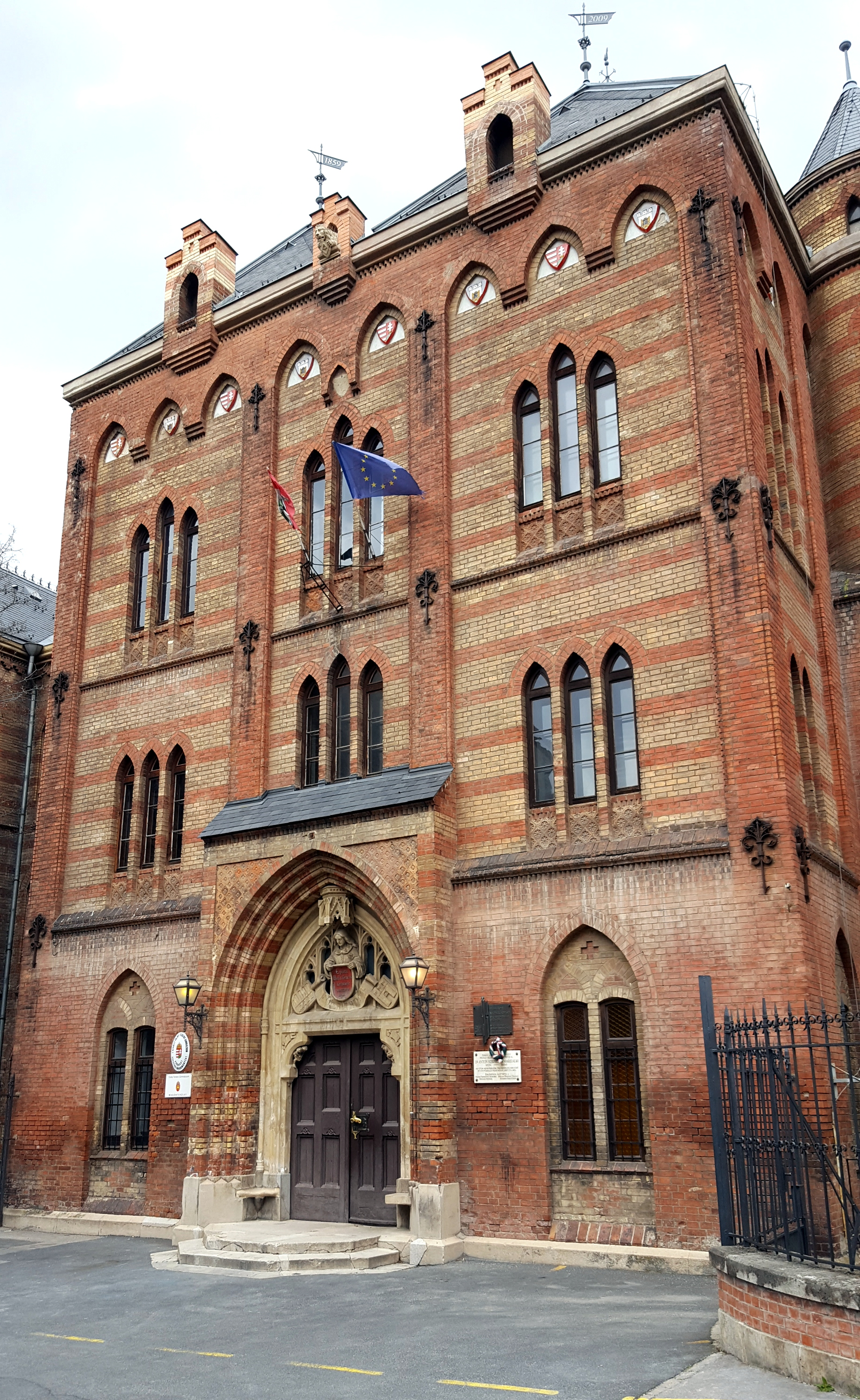
A gimnázium bejárata

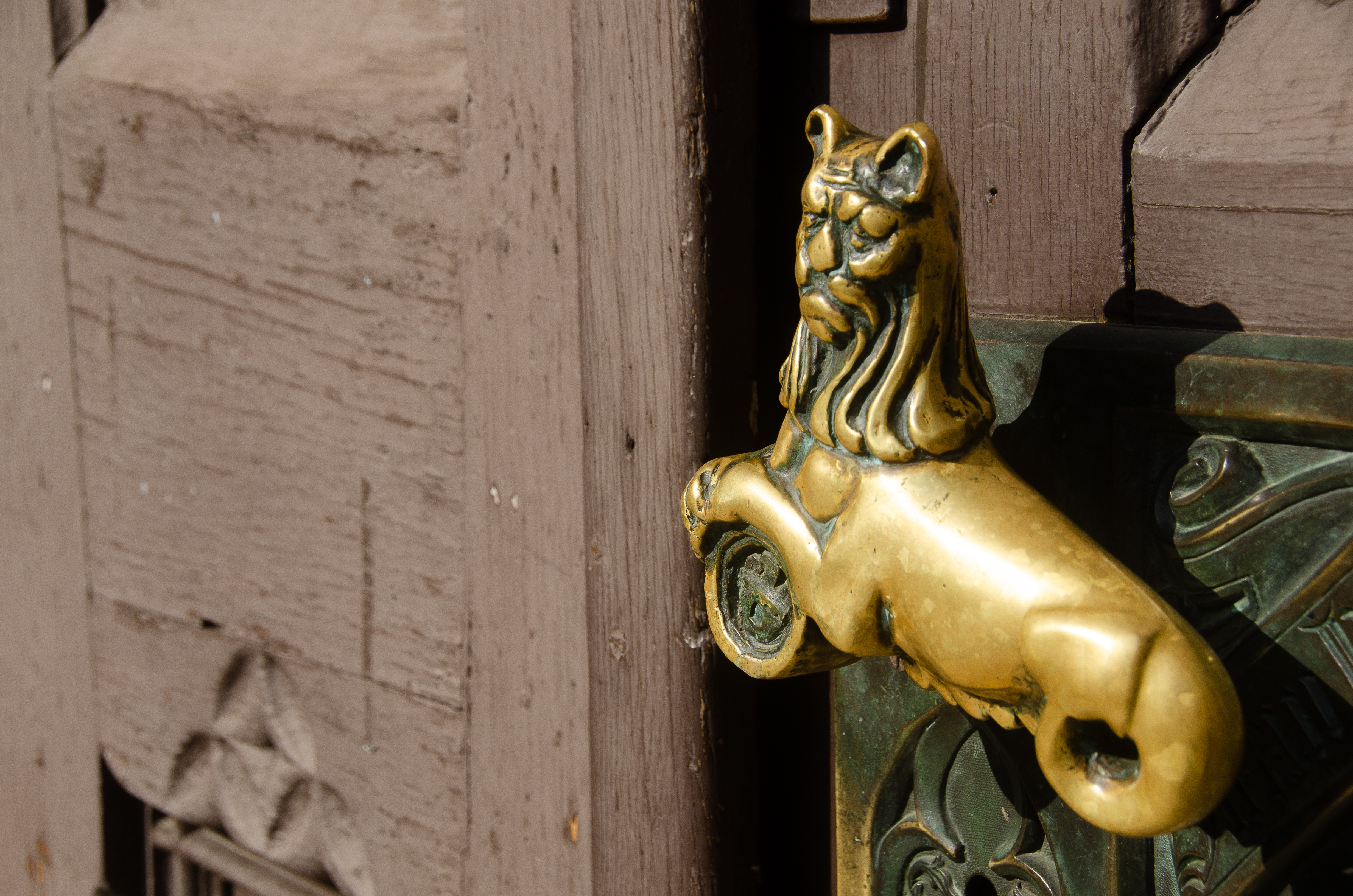
A gimnázium kapujának oroszlánt mintázó kilincse. A babona szerint aki reggel hozzáér a kilincshez, az aznap nem fog felelni.

A Toldy Ferenc Gimnázium hatosztályos gimnázium Budapesten.

## Története
Az iskolát 1854 decemberében Ferenc József császár alapította Budai Császári Királyi Főreáltanoda (röviden Budai Főreál) néven. A tanárok fizetését az állam, a működési költségeket és az épületet a budai tanács biztosította. Első igazgatójává Schenzl Guidó osztrák bencés szerzetest, a szomszédos Egyetemi Katolikus Főgimnázium tanárát nevezték ki. Az iskola kétemeletes neogót, sárga és vörös nyerstéglából készült épülete 1857 és 1859 között épült Petschnig János, a pesti reáliskola (a mai Eötvös József Gimnázium) rajztanárának tervei alapján a Donáti utca és a Neue Gasse (a mai Toldy Ferenc utca) között. Az iskola az 1860-as októberi diplomáig német, majd 1868-ig vegyesen magyar és német nyelven működött. 1876 óta érettségit is ad.
1920-ban vette fel a Főreál Toldy Ferenc nevét, akinek szülőháza a mai Toldy Ferenc utca túloldalán állt. 1934-től Toldy Ferenc Gimnázium, 1951 és 1954 között pedig Fürst Sándor Gimnázium volt – az 1954-es centenáriumi ünnepségsorozaton kapta vissza régi nevét. Az 1959/60-as tanévtől vált koedukálttá. Az első világháborúban elpusztult a 400-nál is több növényfajtának otthont adó botanikus kertje. A második világháborúban az ostrom alatt találatot kapott az épület, s az északi szárny teljesen kiégett. A könyvtár elpusztult; a mintegy tízezer kötetes állományból csak 660 darab maradt meg.
A Rákosi-korszakban és az 1956-os forradalom után számos tanár és diák szenvedett üldöztetést (köztük Antall József is, akit 1957-ben büntetésből helyeztek a Toldyba, 1959-ben pedig végleg eltávolítottak a tanári pályáról). A fordulat 1961-ben történt, amikor a ma már legendás hírű Pataki Gyula (Diri bácsi) került mintegy harminc évre az igazgatói székbe. Ez a három évtized a bizalom és az emberség időszaka, emberi és tanulmányi értelemben is a fellendülés kora a Toldyban. A jelenlegi igazgató, Porogi András, aki 1992 óta áll az iskola élén, Pataki Gyula szellemi örökösének vallja magát.
1970 óta működik a Toldy Teátrum (legismertebb rendezői dr. Zádor Andrásné és Eck Júlia), 1972-ben jelent meg először A Lap (szerkesztői közül számos újságíró, író került ki, például Kövesdi Péter, Horváth Oszkár, Tóthmátyás Tibor, Virághalmy Lea, Sperla Ervin). 1975-től a farsangi időszakban rendezi meg a gimnázium a Toldys Diáknapokat (TDN), színielőadással és szalagavató bállal (az érettségiző diákok ünnepi programját néhány éve november végén az iskola tornacsarnokában tartják). Kulcsár Jánosné tanárnő kezdeményezésére 2000 óta szervezik meg a Toldy Akadémiát. A História kör 2002 óta működik.
A Gimnázium hagyományai közé tartozott például a déli ágyúlövés ("déllövés" az 1940-es évek végéig, és az 1979-es 125. évi jubileumon), az oroszlános (nem szfinxes) kilincs reggelenkénti kétszeri megfogása (1986-ig, amikor sajnos a kilincset ismeretlenek ellopták – azóta csak másolat van a kapun).
1994-től az iskola áttért a hatosztályos rendszerre, azaz a 7.-től a 12. évfolyamig képez diákokat. Évszázados hiányt pótol az új, rajz- és informatikateremmel is felszerelt tornacsarnok, amely 2003–2004-ben épült Földes László tervei szerint.
2007 szeptemberében az iskola Magyar Örökség díjat kapott.

## Az intézmény épületei
- A gimnázium 1859-ben befejezett régebbi épületét, amelyben ma díszterem, tantermek, tanári szoba, tornaterem, könyvtár, menza és büfé működik. Petschnig János tervezte neogót stílusban.
- A 2004-ben befejezett tornacsarnokot – amelyben kettéosztható tornaterem mellett informatikaterem is van és a rajzóráknak otthont adó Csók István terem – Földes László tervezte.

## Rangsor
|     | 2018 | 2019 | 2020 | 2021 | 2022 | 2023 | 2024 |
| --- | ---- | ---- | ---- | ---- | ---- | ---- | ---- |
| HVG | 4    | 2    | 4    | 5    | 5    | 4    | 8    |

## Az iskola neves tanárai
- Antall József miniszterelnök
- Babics Kálmán geológiai és filozófiai író
- Brózik Károly geográfus
- Csanádi Ferenc, az FTC labdarúgócsapatának edzője
- Cserey Adolf botanikus
- Dávidházi Péter irodalomtörténész, egyetemi tanár
- Ezüst György festőművész
- Hankiss János irodalomtörténész, egyetemi tanár, közoktatási államtitkár
- Hankó Vilmos kémikus, balneológus, az MTA tagja
- Nemes Anna műfordító
- Pokorni Zoltán politikus

## Az iskola neves volt tanulói
- Aba-Novák Vilmos festőművész
- Aczél Endre újságíró
- Balázs Péter színművész
- Balázs Péter EU-biztos, külügyminiszter
- Barna Imre József Attila-díjas  magyar műfordító, kritikus
- Bolberitz Pál teológus, akadémikus
- Buzinkay Géza történész, muzeológus
- Csapó Gábor olimpiai bajnok vízilabdázó
- Cseh Katalin, a Momentum Mozgalom EP-képviselője
- Csortos Gyula színész
- Csók István festőművész
- Fábián Juli énekes
- Fekete-Győr András politikus, a Momentum Mozgalom egykori elnöke
- Fülöp Mihály tőrvívó világbajnok, a Magyar Köztársasági Érdemrend kiskereszt birtokosa.
- Gyárfás András matematikus.
- Haumann Péter színművész
- Hauszmann Alajos  építész
- Horthy István kormányzóhelyettes
- Horváth Oszkár rádiós műsorvezető
- Jeszenszky Géza politikus, külügyminiszter
- Kiss János sebészprofesszor
- Kovács Pál olimpiai bajnok vívó
- Kökényessy Ági színművész
- Kövesdi Péter újságíró
- Létay Dóra színművész
- Lux Ádám színművész
- Macskássy Gyula rajzfilmrendező
- Maróti Egon történész, klasszika-filológus
- Matos Lajos (1935–2017) kardiológus, a Magyar Köztársasági Ezüst Érdemkereszt birtokosa
- Mécs Károly színművész
- Nádasdy Ádám nyelvész, költő, egyetemi tanár
- Nagy Zsolt fogorvos, ifjúsági vívó világbajnok
- Németh László  író
- Papp Zsolt filozófus, szociológus
- Petri György költő
- Ribári Ottó sebészprofesszor
- Rév Marcell operatőr
- Soltész Rezső  zeneszerző, énekes
- Sváby Lajos festőművész
- Szabó István Oscar-díjas filmrendező, a Nemzet Művésze
- Szász Mónika előadóművész
- Szecskó Péter grafikusművész, festő
- Szívós István (vízilabdázó, 1948) olimpiai bajnok vízilabdázó
- Török Ádám fuvolista, énekes (Mini)
- Vadász György építész
- Vámossy Ferenc építész
- Varga József vegyészmérnök
- Záborszky Mátyás (1980-) üzletember
- Zalatnay Sarolta  énekesnő
- Zielinski Szilárd építőmérnök
- Zilahy Péter író

## Irodalom

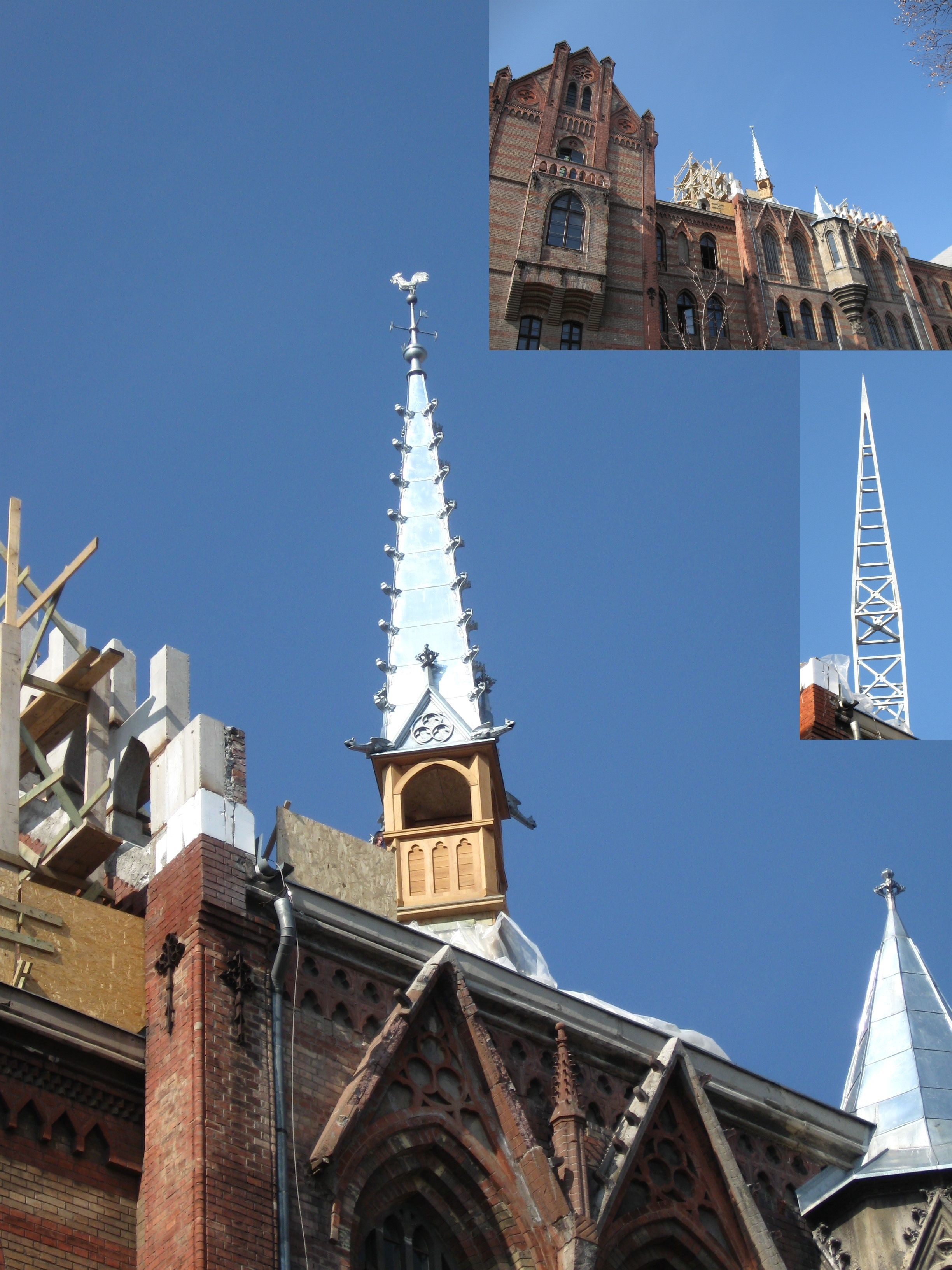
A gimnázium 2010 márciusában újjáépített huszártornya szerkezeti és kész állapotában (montázs). A nagy képen a huszártorony részletei, a jobb felső sarokban a torony elhelyezkedése az épületen, alatta a szerkezet.